# Le Freyssinet
 (septembre 2012).
Si vous disposez d'ouvrages ou d'articles de référence ou si vous connaissez des sites web de qualité traitant du thème abordé ici, merci de compléter l'article en donnant les références utiles à sa vérifiabilité et en les liant à la section « Notes et références ».
Pour les articles homonymes, voir Freyssinet.
Le Freyssinet est un village des Hautes-Alpes situé dans la vallée de la Guisane à 1 460 m d'altitude et appartenant à la commune du Monêtier-les-Bains.
On suppose que le nom du village est lié à l'abondance de frênes dans ce secteur.
Situé sur le versant adret, au pied du col de Buffère ouvrant sur la vallée de Névache, il bénéficie d'un bon ensoleillement par rapport à son vis-à-vis des Guibertes, et du seul point de vue de la vallée sur les sommets de la Meije (pic Gaspard, doigt de Dieu).
L'église du village ne dispose pas du cachet historique de celle du village des Guibertes (classée monument historique) mais dispose par contre d'une histoire originale. Elle fut en effet bâtie à la fin du XVIIIe siècle grâce aux fonds légués aux habitants du village par un de ses enfants expatriés et ayant fait fortune.

## Passé agricole
Afin d'irriguer leurs cultures pendant l'été généralement sec et chaud des Alpes du sud, les habitants de la vallée avaient développé un réseau complexe de canaux, entretenu par un système équitable de corvées et surveillé par des gardes-canaux. Certains fonctionnent encore aujourd'hui (canal de ville alimentant la vieille ville de Briançon). Le village du Freyssinet disposait d'un canal porteur, appelé canal guibertin, collectant l'eau de la Guisane en amont. Bien qu'à sec aujourd'hui, celui-ci est encore visible.

## Passé industriel
On peut encore observer dans les pentes au-dessus du village les traces d'exploitation minière du charbon. Le remblai le plus important correspond à la mine ouverte dans les années 1960 par le bureau de recherche géologique et minière (BRGM) à des fins de prospection. La dernière mine, exploitée par la société Mayer, ferma au milieu des années 1970.

## Tradition religieuse
Une chapelle dite du « petit mont-Thabor » est située sur la rive gauche du Gros Ruisseau à une altitude un peu plus élevée que le plateau du Puy-Freyssinet. Elle marque l'emplacement où deux chasseurs originaires du village du Serre-Barbin auraient eu la vision de la Vierge au début du XIXe siècle. Ceux-ci apercevant une colombe l'auraient visée et touchée. L'animal se serait alors posé sur l'arbre le plus proche avant de révéler qu'il était une incarnation de la Vierge. Prononçant les paroles : « Maudits chasseurs, je m'en vais en un pays où les gens sont plus croyants que vous », elle s'envola vers le nord, laissant derrière elle l'arbre pétrifié et les chasseurs terrifiés. Ceux-ci redescendirent au village du Serre pour narrer leur rencontre et décédèrent dans les deux semaines qui suivirent. L'arbre pétrifié se dressait encore dans la pente sous la chapelle jusqu'à la fin des années 1990. Les intempéries l'ont depuis abattu, mais le tronc est encore visible dans la pente.
À la même époque, une légende identique est apparue pour le mont Thabor (massif des Cerces) qui dispose également d'une chapelle.
Un pèlerinage est organisé début juillet et une messe célébrée à la chapelle.

## Randonnées
Le village est le point de départ de randonnées vers le col de Buffère et le sommet du Grand Aréa. 
Il est surplombé par un alpage important, appelé Puy-Freyssinet (1 980 m), où sont encore visibles les ruines des maisons habitées par les paysans au début du siècle pendant la période estivale. Une de ces maisons a récemment été réhabilitée par une famille habitant Le Monêtier. L'emplacement du Puy-Freyssinet est marqué par l'actuelle cabane du berger, visible depuis la vallée.
Le « chemin du Roy » qui passe au pied des crêtes permet de rejoindre les alpages du Puy du Cros et de Puy Jaumas (via l'ancienne mine de la Benoite) situés au-dessus de Monêtier, au col du Granon.